# Wanda Staniewska-Zątek
Wanda Staniewska-Zątek (ur. 1937, zm. 2 lipca 2025) – polska biolog, doktor habilitowany nauk przyrodniczych, profesor AWF w Poznaniu.

## Życiorys
W 1959 r. ukończyła studia biologiczne na Uniwersytecie im. Adama Mickiewicza w Poznaniu, w 1970 r. obroniła pracę doktorską, w 1989 r. habilitowała się na podstawie pracy zatytułowanej Przyrodnicze uwarunkowania regionalnego systemu wielkoprzestrzennych obszarów chronionych w województwie pilskim. 
Została pracownikiem naukowym w Wielkopolskiej Wyższej Szkole Turystyki i Zarządzania w Poznaniu, w Państwowej Wyższej Szkole Zawodowej w Gorzowie Wielkopolskim, oraz w Wyższej Szkole Bankowej w Poznaniu.